# Bidzina Ivanichvili
Bidzina Ivanichvili (en géorgien : ბიძინა ივანიშვილი), né le 18 février 1956 à Tchorvila, dans la région d'Iméréthie, est un milliardaire et un homme d'État géorgien, qui milite pour la constitution d'un parti unique pro-russe et la paix avec la Russie. Il est classé 365e fortune mondiale en 2019. Il est Premier ministre de Géorgie entre 2012 et 2013.
Depuis sa démission de la tête du gouvernement et du « Rêve géorgien » en 2013 (parti dont il a repris la tête de 2018 à 2021), il apparaît comme étant le dirigeant de facto du pays.

## Biographie
Bidzina Ivanichvili est né le 18 février 1956 à Tchorvila, dans la région d'Iméréthie. Il est marié et père de 4 enfants. Il vit entre le village géorgien de Tchorvila où il est né et sa résidence sur les hauteurs de Tbilissi, conçue par l’architecte japonais Shin Takamatsu et estimée à 50 millions de dollars.
Il entame ses études à Tbilissi, où il apprend le russe, puis poursuit son parcours universitaire à l'Institut des chemins de fer de Moscou au cours des années 1980.
Il s'installe en France en 2002. À la suite de l'obtention de la nationalité française en mars 2010 et conformément à la législation de la Géorgie sur la double nationalité, il a été déchu de la nationalité géorgienne. Par ailleurs, il a fini par renoncer à la nationalité russe.

### Fortune personnelle
Il commence les affaires en se lançant avec trois associés dans le commerce d'ordinateurs et de téléphones, ce qui leur permet de créer la banque Rossiysky Kredit, qu'Ivanichvili vend en 2012 pour 352 millions de dollars et qui joue un rôle important dans la constitution de sa fortune,. Avec Vitali Malkine, un homme d’affaires par la suite engagé sur la scène politique russe, Bidzina Ivanichvili fait ensuite fortune après l'effondrement de l'Union soviétique en Russie et dans les anciens satellites de l'URSS dans l'industrie métallurgique.
En 1999, sa fortune est estimée par le magazine Forbes à 3,2 milliards de dollars américains, ce qui le classe au 191e rang des personnes les plus riches du monde, ex æquo avec 4 autres personnes.
En 2006, Bidzina Ivanichvili a défrayé la chronique en acquérant un tableau de Picasso pour 95 millions de dollars, alors que celui-ci n'était estimé qu'à 60 millions de dollars. En 2011, il vend tous ses actifs présents en Russie, avant de se lancer dans la politique.
En 2012, sa fortune est estimée par le magazine Forbes à 6,4 milliards de dollars américains, ce qui le classe au 153e rang des personnes les plus riches du monde. Rapportée au PIB de la Géorgie (13,8 milliards de dollars), cela représente 46 % du PIB national, un cas unique au monde,.
Le 12 février 2016, Bidzina Ivanichvili est cité par le journal suisse Le Temps comme ayant été la victime d'un gérant du Crédit Suisse qui lui aurait fait perdre plusieurs centaines de millions de dollars américains.
En 2019, le magazine Forbes le crédite d'une fortune de 4,9 milliards de dollars américains, soit la 365e fortune mondiale.
En 2024, sa fortune est évaluée à 5,5 milliards d'euros, ce qui est plus que le budget de l'Etat géorgien.

### Engagement politique
Après la Révolution des roses en 2003, qui porte Mikheil Saakachvili au pouvoir, il soutient financièrement ce dernier. Ils se brouillent par la suite, Ivanichvili devenant la cible de ses critiques.
En 2010, il obtient la nationalité française.
En octobre 2011, il annonce sa volonté de former un parti politique dans le but de participer aux élections législatives prévues en 2012. En avril 2012, il crée la coalition Rêve géorgien qui réunit différents partis de l’opposition, dont le Parti républicain, les Démocrates libres, le Forum national, le Parti conservateur ou encore le parti L'industrie sauvera la Géorgie qui reconnaît cependant avoir plusieurs divergences avec le leader de Rêve géorgien, notamment en ce qui concerne l’adhésion du pays à l’OTAN,.
En juin 2012, une enquête est ouverte à l’encontre de la coalition Rêve géorgien pour des faits d’achat de voix, des militants étant soupçonnés d’avoir distribué des tracts promettant des cadeaux de valeur aux électeurs qui assisteraient à la manifestation du 5 juin à Koutaïssi. Le 11 juin, une amende de 90,9 millions de dollars pour violation des règles de financement de parti politique est notifiée à Bidzina Ivanichvili.

### Premier ministre
Courant octobre 2012, il retrouve sa nationalié géorgienne. Il est nommé Premier ministre par le président Saakachvili le 17 octobre 2012 et investi par le Parlement le 25 du même mois, instaurant donc une cohabitation jusqu'à la présidentielle de 2013. Celle-ci se révèle être brutale à l'égard du clan Saakachvili, plusieurs hauts dignitaires étant poursuivis par la justice (comme l'ancien ministre de l'Intérieur Vano Merabichvili), ce qui est dénoncé comme une « chasse aux sorcières ». Saakachvili lui-même est invité par certains de ses proches à quitter la Géorgie et à s'expatrier aux États-Unis pour y échapper.
Le nouveau gouvernement géorgien est composé entre autres d'Irakli Alassania, nommé ministre de la Défense, et de l'ancien footballeur Kakhaber Kaladze, nommé ministre de l'Énergie et des Ressources naturelles.
L'élection présidentielle de 2013 est remportée par Giorgi Margvelachvili, candidat du Rêve géorgien (parti d'Ivanichvili) avec 62 % des voix, contre David Bakradze, candidat du MNU (parti de Saakachvili) qui en obtient 22 %. Ivanichvili annonce alors sa prochaine démission du poste de Premier Ministre, et sa volonté de créer une ONG pour « enseigner la démocratie aux Géorgiens », même si les observateurs politiques considèrent qu'il continuera à diriger le pays en sous main. Parallèlement, plusieurs proches de Saakachvili, dont d'anciens ministres, sont arrêtés, alors que celui-ci est invité à quitter le pays pour les États-Unis, dans la crainte d'une vengeance judiciaire de la part d'Ivanichvili. Le 2 novembre, il annonce qu'il a choisi son ministre de l'Intérieur Irakli Garibachvili pour lui succéder au poste de Premier Ministre. Ce dernier reçoit l'investiture du Parlement le 20 novembre.

### Après la primature
À la suite de la démission d'Irakli Garibachvili en décembre 2015, Bidzina Ivanichvili ne s'exprime pas publiquement sur le choix d'un nouveau Premier ministre, mais les observateurs de la vie politique géorgienne estiment qu'il a fortement contribué à la désignation de Guiorgui Kvirikachvili (ancien directeur général de sa banque personnelle, la Cartu Bank, de 2006 à 2011). Il contribue ensuite à faire élire Salomé Zourabichvili à la présidence. Le quotidien français, Libération indique en 2018 qu'« il reste tout-puissant dans le pays et tire les ficelles ». Fin juin 2019, des manifestations réclament son départ définitif de la scène politique.
Il déclare en janvier 2021 de nouveau se retirer de la vie politique. Cette annonce survient alors que le pays est plongé dans une crise politique depuis les élections législatives controversées d'octobre 2020 (tous les partis d’opposition ont dénoncé des fraudes électorales et boycottent le Parlement depuis), sur fond de multiplication des cas de Covid-19, de crise économique et d’accusations d’atteintes à la démocratie. Bien que n'occupant officiellement aucun poste au sein de l’État, il est toujours considéré comme le véritable homme fort du gouvernement depuis des années, malgré sa démission. Ayant institué une « gouvernance informelle », il choisit les ministres et donne une orientation prorusse au pays, prenant des mesures hostiles à l'opposition pro-européenne sur le modèle russe (par le biais de lois liberticides et de procès douteux) et refuse de sanctionner la Russie pour son invasion de l'Ukraine.
En 2021, il est décoré de la Légion d'honneur pour être le fondateur d’une fondation caritative internationale, ancien Premier ministre de la République de Géorgie,.
Il fait son retour officiel dans la vie politique géorgienne en 2024 à titre de président d’honneur de Rêve géorgien. Outre la « protection de l’identité nationale » et la défense de la « souveraineté de l’État », il soutient que « la principale tâche de la Géorgie en politique étrangère aujourd’hui est l’intégration dans l’Union européenne ».
Selon Le Monde et Radio France, il est toujours le véritable dirigeant, bien que dans l'ombre et non officiellement, du pays. En avril 2024, face à la contestation soulevée par la réintroduction du projet de loi sur les « agents de l’étranger », calqué sur une loi russe visant à briser la société civile et les médias indépendants, il prononce un discours où les Occidentaux, l’opposition et la société civile sont désignés comme des ennemis.